# 32-я воздушная истребительная армия ПВО
32-я воздушная истребительная армия ПВО (32-я ВИА ПВО) — оперативное объединение войск ПВО СССР, предназначенное для обеспечения задач противовоздушной обороны самостоятельно и во взаимодействии с другими видами Вооружённых Сил и родами войск (сил) ВС СССР.

## История наименований
- 21-я воздушная истребительная армия ПВО (c 01.02.1946 г.)[1];
- 66-я воздушная истребительная армия ПВО (с 20.02.1949 г.)[1];
- 40-я воздушная истребительная армия ПВО (с 07.1949 г.)[2];
- 32-я воздушная истребительная армия ПВО (с 31.10.1949 г.)[1].

## Формирование
Воздушная истребительная армия сформирована в связи с решением Правительства СССР о реорганизации системы ПВО страны в феврале 1946 года как 21-я воздушная истребительная армия ПВО. Штаб армии располагался во Львове.

## Переформирование и расформирование армии
- В соответствии с решением Верховного главнокомандующего[3] 21-я воздушная истребительная армия ПВО 10 февраля 1949 года переименована в 66-ю воздушную истребительную армию ПВО;
- В соответствии с решением Верховного главнокомандующего 66-я воздушная истребительная армия ПВО в июле 1949 года переименованав 40-ю воздушную истребительную армию ПВО, а в октябре 1949 года - в 32-ю воздушную истребительную армию ПВО[1][2];
- Решением Верховного главнокомандующего[4] в июле 1954 года на базе кадров управлений Донбасского района ПВО и 32-й воздушной истребительной армии ПВО формировалось управление Северо-Кавказской армии ПВО с дислокацией в Ростове-на-Дону.

## Подчинение
| Объединение                                      | Период                  |
| ------------------------------------------------ | ----------------------- |
| Прикарпатский военный округ 14-я воздушная армия | 01.02.1946 — 01.07.1947 |
| Юго-Западный округ ПВО                           | 01.07.1947 — 14.08.1948 |
| Донбасский район ПВО                             | 14.08.1948 — 03.07.1954 |

## Командующий
- генерал-лейтенант авиации Подгорный, Иван Дмитриевич[2], с 06.1949 г. по 10.1951 г.
- генерал-майор авиации, с 1953 года генерал-лейтенант авиации Жеребченко Фёдор Фёдорович[2], с 02.1952 г. по 02.1954 г.

## Состав
- 2-я гвардейская истребительная Сталинградская Краснознамённая авиационная дивизия ПВО, 01.02.1946 - 08.1954, вошла в Северо-Кавказскую армию ПВО;
- 65-я истребительная авиационная дивизия ПВО, 01.03.1952 - 08.1954, вошла в Северо-Кавказскую армию ПВО;
- 100-я истребительная Воронежская авиационная дивизия ПВО, 24.09.1949 - 07.1950, передана в 56-й истребительный авиационный корпус ПВО;
- 120-я истребительная Воронежская авиационная дивизия ПВО, 01.02.1946 - 20.02.1949, передана в 16-й истребительный авиационный корпус ПВО;
- 121-я истребительная Ростовская авиационная дивизия ПВО, 01.02.1946 - 20.02.1949, передана в 16-й истребительный авиационный корпус ПВО;
- 123-я истребительная авиационная дивизия ПВО, 01.02.1946 - 10.1951, передана в 71-й истребительный авиационный корпус;
- 126-я истребительная авиационная дивизия ПВО, 01.02.1946 - 04.1949 г., передана в состав 34-й воздушной армии[5]
- 127-я истребительная авиационная дивизия ПВО, 01.02.1946 - 27.11.1947, переименована в 155-ю истребительную авиационную дивизию ПВО;
- 148-я истребительная авиационная дивизия ПВО, 01.02.1946 - 09.1947, расформирована;
- 155-я истребительная авиационная дивизия ПВО, 27.11.1947 - 08.1954, вошла в Северо-Кавказскую армию ПВО

## Базирование
| Период                  | Город   |
| ----------------------- | ------- |
| 01.02.1946 - 01.07.1947 | Львов   |
| 01.07.1947 - 03.07.1954 | Харьков |